# レイン (映画)
『RAIN』（レイン、原題「กรุงเทพอันตราย（KRUNG THEP ANTHARAI）」、英題「BANGKOK DANGEROUS」）は、1999年にタイで作られた映画。
バンコクを舞台に、耳と口が不自由だが純粋な心の持ち主である殺し屋の青年の感情が、少しずつ変化していく様を薬局で働く少女との恋愛を通じて描くストーリー。

## スタッフ
- 監督・脚本・原案・編集：オキサイド・パン、ダニー・パン
- 撮影：デーチャー・スィーマントラ
- 音楽：オレンジ・ミュージック

## 出演
- コン：パワリット・モングコンビシット
- フォン：プリムシニー・ラタナソパァー（日本語吹替：寺田はるひ）
- ジョー：ピセーク・インタラカンチット（日本語吹替：山路和弘）
- オーム：パタラワリン・ティムクン（日本語吹替：岡寛恵）

## ストーリー
生まれつき耳と口が不自由な青年コン(パワリット・モングコンビシット)。彼の射撃の才能を見抜いた殺し屋のジョー(ピセーク・インタラカンチット)はコンを仕事仲間に引き入れ、凄腕の殺し屋に育て上げた。一方ジョーは利き手を負傷してしまい、最愛の恋人オーム(パタラワリン・ティムクン)すら遠ざける荒んだ日々。そんな中、コンは薬局の少女フォン(プリムシニー・ラタナソパァー)と初めての恋におちる。だが、夜の公園で強盗を射殺したコンにフォンはショックを受けてしまう。さらに、ジョーがオームをレイプしたギャングを殺したため、ギャングのボス(クーキアット・リィムパパット)に殺されてしまう。コンは復讐を誓うが、オームも殺されてしまう。1人となったコンは雨の中、ボスのアジトへ向かう。そこにフォンが駆け付けるが、彼女と多くの警官たちの前でコンはボスを道連れに自分の頭を撃ち抜き、息絶えるのであった…

## 賞
- 2000年 トロント国際映画祭国際批評家連盟賞（Fipresci Award）

## リメイク
2008年に『バンコック・デンジャラス』としてニコラス・ケイジ主演でリメイクされた。監督は同じくパン兄弟。